# Liste der Chief Minister von Manipur
Die folgende Tabelle listet die Chief Minister von Manipur mit Amtszeit und Parteizugehörigkeit auf.
| #  | Name                       | Amtsantritt       | Ende der Amtszeit | Partei                          |
| 1  | Mairembam Koireng Singh    | 1. Juli 1963      | 11. Januar 1967   | Indischer Nationalkongress      |
|    | (President’s rule)         | 12. Januar 1967   | 19. März 1967     |                                 |
| 2  | Mairembam Koireng Singh    | 20. März 1967     | 4. Oktober 1967   | Indischer Nationalkongress      |
| 3  | Longjam Thambou Singh      | 13. Oktober 1967  | 24. Oktober 1967  | Manipur United Front            |
|    | (President’s rule)         | 25. Oktober 1967  | 18. Februar 1968  |                                 |
| 4  | Mairembam Koireng Singh    | 19. Februar 1968  | 16. Oktober 1969  | Indischer Nationalkongress      |
|    | (President’s rule)         | 17. Oktober 1969  | 22. März 1972     |                                 |
| 5  | Mohammed Alimuddin         | 23. März 1972     | 27. März 1973     | Indischer Nationalkongress      |
|    | (President’s rule)         | 28. März 1973     | 3. März 1974      |                                 |
| 6  | Mohammed Alimuddin         | 4. März 1974      | 9. Juli 1974      | Manipur People’s Party          |
| 7  | Yangmasho Shaiza           | 10. Juli 1974     | 5. Dezember 1974  | Manipur Hills Union             |
| 8  | Raj Kumar Dorendra Singh   | 6. Dezember 1974  | 15. Mai 1977      | Indischer Nationalkongress      |
|    | (President’s rule)         | 16. Mai 1977      | 28. Juni 1977     |                                 |
| 9  | Yangmasho Shaiza           | 29. Juni 1977     | 13. November 1979 | Janata Party                    |
|    | (President’s rule)         | 14. November 1979 | 13. Januar 1980   |                                 |
| 10 | Raj Kumar Dorendra Singh   | 14. Januar 1980   | 26. November 1980 | Indian National Congress-Indira |
| 11 | Rishang Keishing           | 27. November 1980 | 27. Februar 1981  | Indian National Congress-Indira |
|    | (President’s rule)         | 28. Februar 1981  | 18. Juni 1981     |                                 |
| 12 | Rishang Keishing           | 19. Juni 1981     | 3. März 1988      | Indian National Congress-Indira |
| 13 | Raj Kumar Jaichandra Singh | 4. März 1988      | 22. Februar 1990  | Indischer Nationalkongress      |
| 14 | Raj Kumar Ranbir Singh     | 23. Februar 1990  | 6. Januar 1992    | Manipur People’s Party          |
|    | (President’s rule)         | 7. Januar 1992    | 7. April 1992     |                                 |
| 15 | Raj Kumar Dorendra Singh   | 8. April 1992     | 10. April 1993    | Indischer Nationalkongress      |
| 16 | Dasarath Deb               | 11. April 1993    | 30. Dezember 1993 | Communist Party of India        |
|    | (President’s rule)         | 31. Dezember 1993 | 13. Dezember 1994 |                                 |
| 17 | Rishang Keishing           | 14. Dezember 1994 | 15. Dezember 1997 | Indischer Nationalkongress      |
| 18 | Wahengbam Nipamacha Singh  | 16. Dezember 1997 | 14. Februar 2001  | Manipur State Congress Party    |
| 19 | Radhabinod Koijam          | 15. Februar 2001  | 1. Juni 2001      | Samata Party                    |
|    | (President’s rule)         | 2. Juni 2001      | 6. März 2002      |                                 |
| 20 | Okram Ibobi Singh          | 7. März 2002      | 15. März 2017     | Indischer Nationalkongress      |
| 21 | Nongthombam Biren Singh    | 15. März 2017     | 9. Februar 2023   | Bharatiya Janata Party          |
|    | (President’s rule)         | 13. Februar 2025  |                   |                                 |